# Churchill (Canada)
Churchill is een klein stadje in het noorden van de Canadese provincie Manitoba, gelegen aan de Hudsonbaai. De plaats is vernoemd naar de gelijknamige rivier die op zijn beurt is vernoemd naar John Churchill. Het telt 899 inwoners, volgens de volkstelling van 2016. Oorspronkelijk een handelspost en transporthub, is het in de 21e eeuw het meest bekend om de vele ijsberen die in de herfst vanuit het binnenland naar de kust trekken, wat leidt tot de bijnaam "Polar Bear Capital of the World" en een ontluikende toeristenindustrie.

## Geschiedenis
Rond het jaar 1000 werd de streek bevolkt door de Thule, de voorouders van de huidige Inuit, en rond 1500 kwamen ook andere indianenstammen het gebied binnen. Pas laat in de 17e eeuw verkenden Europeanen het gebied voor het eerst en de eerste permanente nederzetting die er gesticht werd, in 1717, was een fort van de Hudson's Bay Company ten behoeve van de handel in pelzen.
De economische ontwikkeling van het gebied kreeg langzaam vorm maar het zou tot 1929 duren voor Churchill via een spoorlijn met de rest van het land verbonden zou worden.

## Klimaat
Churchill kent een subarctisch klimaat, volgens de klimaatclassificatie van Köppen Dfc, met zeer koude en lange winters en korte maar enigszins warme zomers. In de winter vriest de zee dicht en is de plaats niet meer voor de scheepvaart bereikbaar. Door de koude noordelijke wind, die over de dichtgevroren zee aankomt, is januari de koudste maand met een gemiddelde temperatuur van −26,0 °C. Juli is de warmste maand met een gemiddelde van 12,7 °C. Er valt tussen de 400 en 500 millimeter neerslag per jaar, waarvan het meeste valt in de zomer tussen juli en september.

## Economie en transport
In het zeer dunbevolkte noorden van Manitoba is Churchill de enige plaats van betekenis. 
De plaats ligt aan het noordelijke eindpunt van de Hudson Bay Railway die, driemaal per week, de enige verbinding over land vormt met de rest van Canada en daarom, naast de toeristen, ook veelvuldig door de lokale bevolking wordt gebruikt. De spoorlijn Churchill - Winnipeg is ongeveer 1700 km lang en een reis met deze trein duurt ongeveer 48 uur. Er zijn geen verkeerswegen naar de rest van Canada.
Het vliegveld bevindt zich enkele kilometers buiten het plaatsje en biedt onder meer ook verbinding met Winnipeg verzorgd door Calm Air, een reis die dan maar enkele uren in beslag neemt. Hoewel het een kleine binnenlandse luchthaven is, verwerkt het het hele jaar door een relatief groot aantal passagiers (in 2017 meer dan 500.000 passagiers), aangezien Churchill een belangrijke bestemming is voor ecotoerisme en wetenschappelijk onderzoek. Churchill Airport dient ook als transferluchthaven voor passagiers en vracht die reizen tussen Winnipeg en afgelegen gemeenschappen in de regio Kivalliq van Nunavut. De asfaltbaan van 2.803 m wordt nog steeds onderhouden en de luchthaven dient als omleidingsluchthaven voor straalvliegtuigen tot de grootte van een Boeing 747 of Boeing 777 die noodlandingen moeten maken.
De haven werd in de jaren twintig aangelegd en het eerste graan werd in 1931 verscheept. De haven is slechts in enkele zomermaanden voor de schepen bereikbaar. De haven werd gebouwd door de regering van Canada en bleef eigendom van de federale overheid tot de verkoop in 1997 aan het Amerikaanse bedrijf OmniTRAX voor tien dollar. In december 2015 kondigde OmniTRAX aan dat het onderhandelde over een verkoop van de haven en de bijbehorende Hudson Bay Railway aan een groep First Nations in het noorden van Manitoba. Omdat de verkoop in juli 2016 nog niet was afgerond en de Canadese regering de graanmarkt dereguleerde, sloot OmniTRAX in augustus 2016 de haven en de grote goederenspooractiviteiten langs de HBR. De spoorlijn bleef vracht vervoeren om de stad Churchill zelf te bevoorraden totdat de lijn op 23 mei 2017 werd beschadigd door overstromingen. De haven en de Hudson Bay Railway werden in 2018 verkocht aan een consortium van First Nations en lokale overheden, verzameld als OneNorth voor de helft, en zakelijke investeerders voor de andere helft. Dit consortium herstelde in de herfst van 2018 de spoorlijn voordat de winter begon, waardoor de kosten van goederen in Churchill daalden. Vanaf 9 juli 2019 begonnen schepen op missies om arctische gemeenschappen te bevoorraden te stoppen in de haven voor extra vracht, en de haven begon op 7 september 2019 in beperkte hoeveelheden weer graan te verschepen. De haven en spoorweg kwamen in 2021 volledig in handen van OneNorth, nadat de zakelijke investeerders hun aandelen hadden overgedragen.

### Toerisme
Een van de belangrijkste economische activiteiten is tegenwoordig het toerisme. Churchill staat bekend om zijn ijsberenpopulatie en wordt ook wel Polar Bear Capital of the World genoemd. In het IJsberenseizoen (herfst) is het mogelijk per speciale IJsberenbuggy, onder begeleiding van met geweren uitgeruste plaatselijke medewerkers, ijsberen te spotten. Aan de Hudsonbaai wordt met borden gewaarschuwd tegen ijsberen en ook patrouilleren er gespecialiseerde personen, uitgerust met geweren, als er ijsberen gesignaleerd worden die de plaats trachten te naderen. In de zomermaanden zijn er witte dolfijnen te zien.
Ook vormt de stad een uitvalsbasis voor wetenschappelijk onderzoek in de Arctische wateren en toendra's rondom Churchill.
In het station van Churchill is een klein museum gevestigd over de flora en fauna van Noord-Manitoba. Het is gratis toegankelijk. 

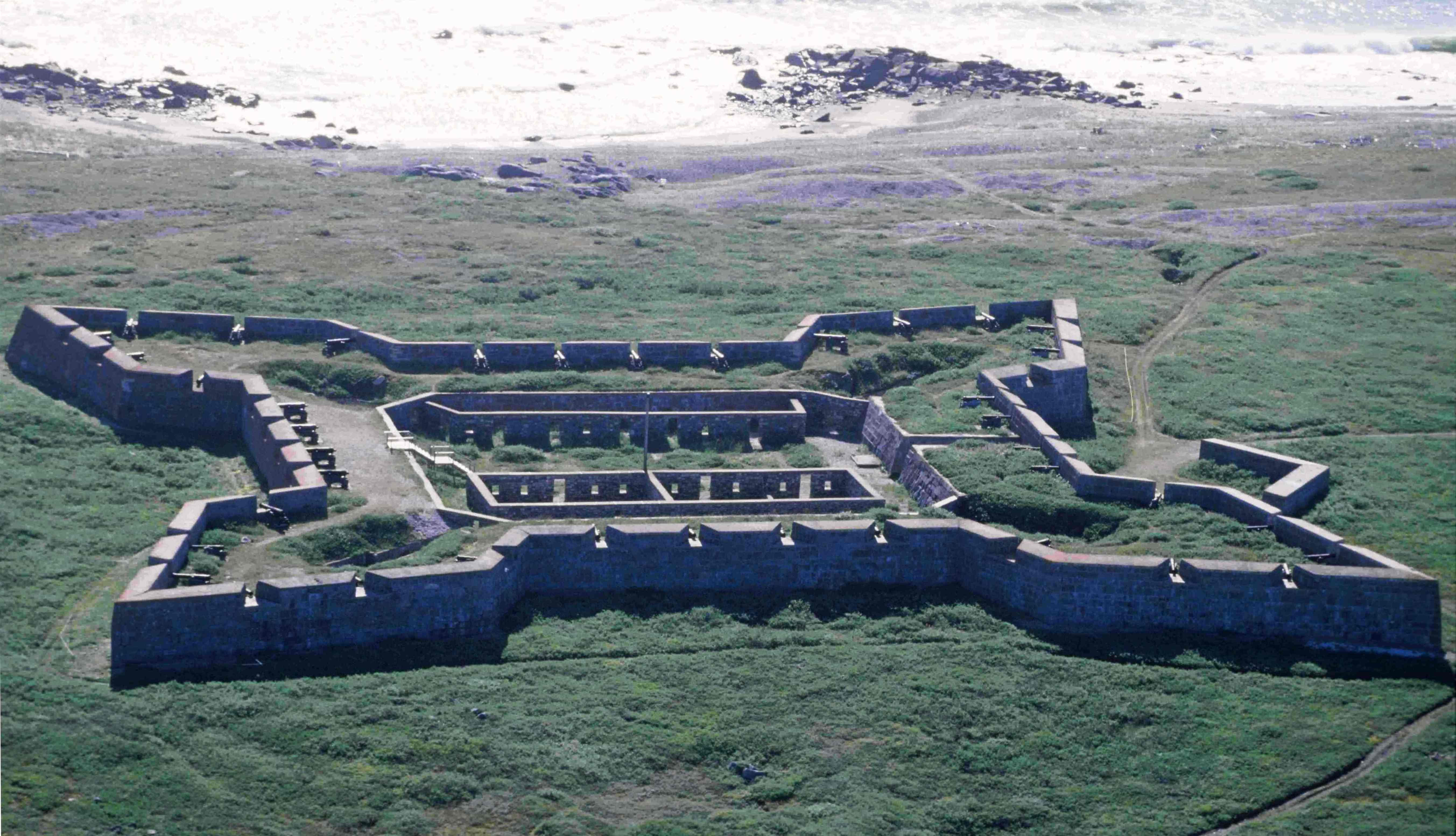
Fort Prince of Wales
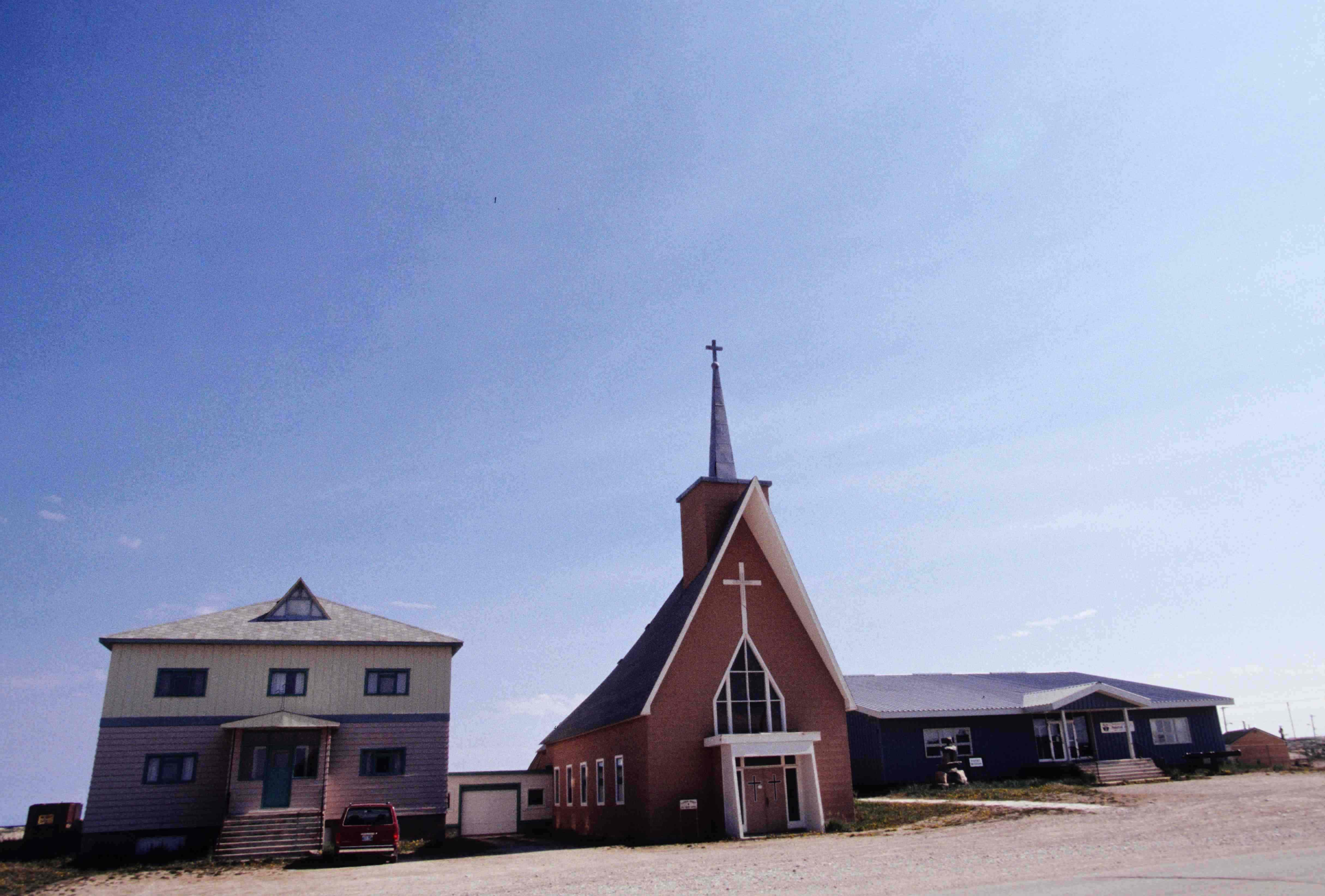
Kathedraal van Churchill
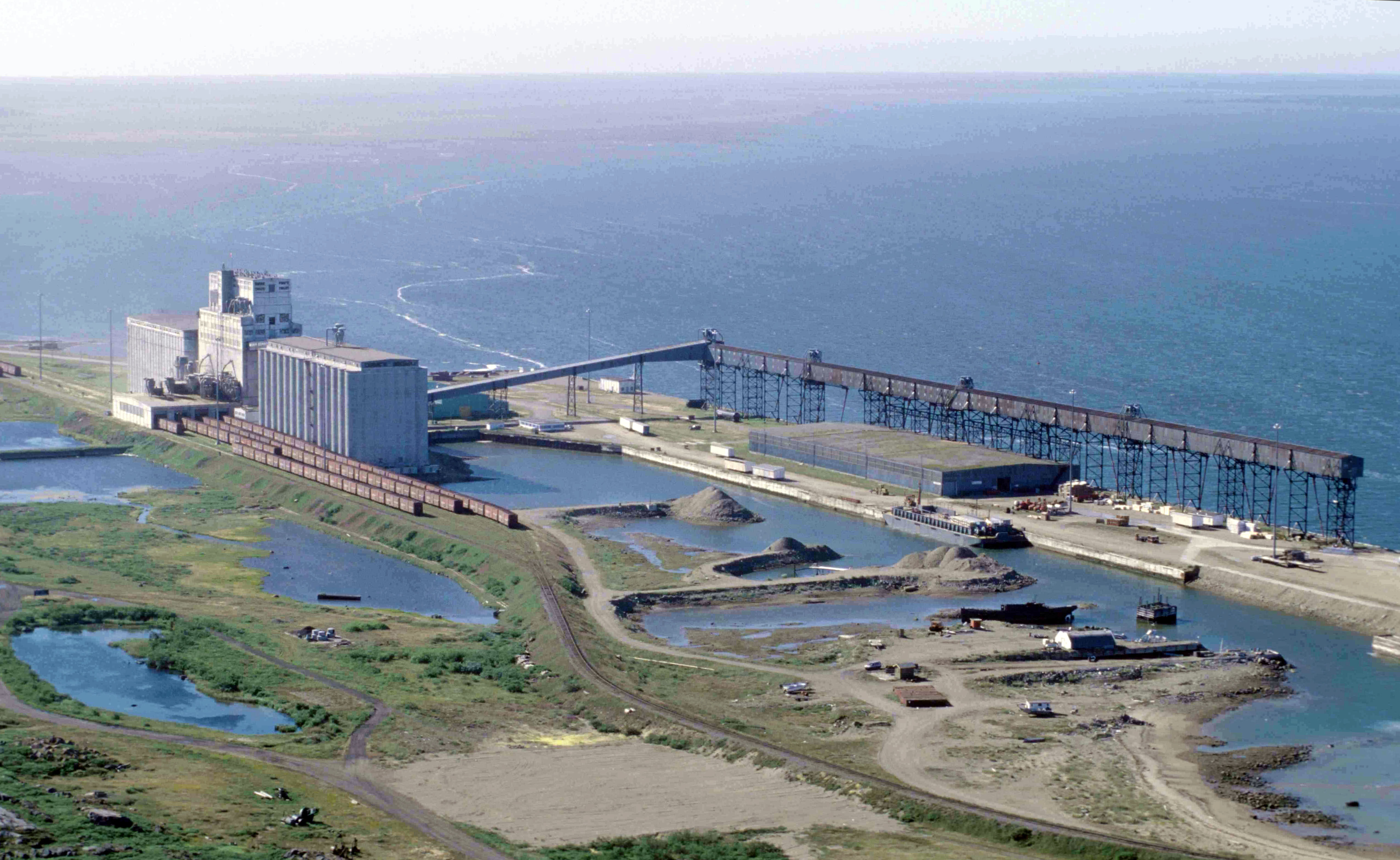
Zeehaven